# Mata de São João
Mata de São João est une municipalité brésilienne de l'État de Bahia et la Microrégion de Catu.